# Mount Tolley
Mount Tolley är ett berg i Antarktis. Det ligger i Västantarktis. Inget land gör anspråk på området. Toppen på Mount Tolley är 1 030 meter över havet.
Terrängen runt Mount Tolley är platt åt sydost, men åt nordväst är den kuperad. Trakten är obefolkad. Det finns inga samhällen i närheten.